# Brookdale (Carolina del Sud)
Brookdale és una concentració de població designada pel cens dels Estats Units a l'estat de Carolina del Sud. Segons el cens del 2000 tenia 4.724 habitants.

## Demografia
Segons el cens del 2000, Brookdale tenia 4.724 habitants, 1.901 habitatges i 1.239 famílies. La densitat de població era de 501,1 habitants/km².
Dels 1.901 habitatges en un 29,7% hi vivien nens de menys de 18 anys, en un 25,7% hi vivien parelles casades, en un 33,4% dones solteres, i en un 34,8% no eren unitats familiars. En el 29,9% dels habitatges hi vivien persones soles el 12,7% de les quals corresponia a persones de 65 anys o més que vivien soles. El nombre mitjà de persones vivint en cada habitatge era de 2,49 i el nombre mitjà de persones que vivien en cada família era de 3,08.
Per edats la població es repartia de la següent manera: un 28% tenia menys de 18 anys, un 13% entre 18 i 24, un 22% entre 25 i 44, un 21,9% de 45 a 60 i un 15,2% 65 anys o més.
L'edat mediana era de 33 anys. Per cada 100 dones de 18 o més anys hi havia 73,2 homes.
La renda mediana per habitatge era de 21.984$ i la renda mediana per família de 27.128$. Els homes tenien una renda mediana de 25.857$ mentre que les dones 20.000$. La renda per capita de la població era de 12.852$. Entorn del 28,9% de les famílies i el 32,4% de la població estaven per davall del llindar de pobresa.

## Poblacions més properes
El següent diagrama mostra les poblacions més properes.